# Прип'ять (село)
При́п'ять (до 1946 — Бутмер) — село в Україні, у Шацькій селищній територіальній громаді Ковельського району Волинської області. Населення становить 589 осіб.
Орган місцевого самоврядування — Шацька селищна рада.

## Географія
Селом протікає річка Тенетиска і на північно-східній околиці впадає у річку Прип'ять.
На південь від села розташований Чахівський ландшафтний заказник.

## Історія
У 1906 році село Бутмер'виб' Щацької волості Володимир-Волинського повіту Волинської губернії. Відстань від повітового міста 83 верст, від волості 13. Дворів 113, мешканців 753.
12 червня 2020 року, відповідно до розпорядження Кабінету Міністрів України № 708-р «Про визначення адміністративних центрів та затвердження територій територіальних громад Волинської області», увійшло до складу Шацької селищної територіальної громади.
19 липня 2020 року, в результаті адміністративно-територіальної реформи та ліквідації Шацького району, село увійшло до новоутвореного Ковельського району.

## Населення
Згідно з переписом УРСР 1989 року чисельність наявного населення села становила 592 особи, з яких 268 чоловіків та 324 жінки.
За переписом населення України 2001 року в селі мешкали 583 особи.

### Мова
Розподіл населення за рідною мовою за даними перепису 2001 року:
| Мова       | Відсоток |
| ---------- | -------- |
| українська | 99,32 %  |
| російська  | 0,68 %   |